# رشته‌کوه راکی (فیلم)
رشته‌کوه راکی (انگلیسی: Rocky Mountain) فیلمی در ژانر وسترن به کارگردانی ویلیام کیلی است که در سال ۱۹۵۰ منتشر شد. از بازیگران آن می‌توان به ارول فلین، دیک جونز، پاتریس ویمور و اسلیم پیکنز اشاره کرد.